# Ochyrocera rinocerotos
Espèce
Ochyrocera rinocerotos est une espèce d'araignées aranéomorphes de la famille des Ochyroceratidae.

## Distribution
Cette espèce est endémique de la province de Cotopaxi en Équateur,. Elle se rencontre dans la réserve biologique d'Otonga et à San Francisco de Las Pampas.

## Description
Le mâle holotype mesure 1,0 mm et la femelle paratype 1,2 mm.

## Publication originale
- Dupérré, 2015 : Descriptions of twelve new species of ochyroceratids (Araneae, Ochyroceratidae) from mainland Ecuador. Zootaxa, no 3956(4), p. 451-475.